# Brachypodium × diazii
Brachypodium × diazii, hibridna vrsta trave; hemikriptofit iz Španolske. Formula: B. pinnatum × B. racemosum.